# Agrius fasciata
Agrius fasciata är en fjärilsart som beskrevs av Pillich. 1909. Agrius fasciata ingår i släktet Agrius och familjen svärmare. Inga underarter finns listade i Catalogue of Life.